# 莫索大屠杀
莫索大屠杀，又称平安夜大屠杀，是于2021年12月24日下午发生在缅甸克耶邦普卢索镇区莫索村的大规模屠杀平民事件。在大屠杀中，缅甸军队杀害并焚烧了40多人。
次日，克伦尼民族保卫军发现了在车上被焚烧的包括儿童、妇女和老人在內的受害者遗体。

## 各方观点
- 缅甸军政府声称当日在该村歼灭持械敌对恐怖分子。[2]
- 克伦尼民族保卫军声称死者不是他们的成员，而是寻求躲避冲突的平民。[2]
- 联合国、救助儿童会以及美国驻缅甸大使馆谴责针对平民的军事行动。